# Hereclean (gmina)
Hereclean – gmina w Rumunii, w okręgu Sălaj. Obejmuje miejscowości Badon, Bocșița, Dioșod, Guruslău, Hereclean i Panic. W 2011 roku liczyła 3575 mieszkańców.